# 신나마리붓꼬리쥐
신나마리붓꼬리쥐 또는 붓꼬리쥐(Isothrix sinnamariensis)는 가시쥐과에 속하는 남아메리카 설치류이다. 프랑스령 기아나와 가이아나에서 발견되며, 수리남에서도 서식하는 것으로 추정된다. 자연 서식지는 아열대 또는 열대 기후 지역의 습윤 저지대 숲이다. 서식지 감소로 위협을 받고 있다.